# Лопатева черепаха красива
Лопатева черепаха красива (Cyclanorbis elegans) — вид черепах з роду Центральноафриканські лопатеві черепахи родини Трикігтеві черепахи. Інша назва «нубійська м'якотіла черепаха».

## Опис
Загальна довжина карапаксу досягає 60 см. Голова доволі маленька в порівнянні з розміром тварини. Карапакс великий, закругленої форми. За будовою задньої частини карапаксу схожа на інших представників роду. У молодих черепах помітний невеликий кіль й горбики, які з віком зникають. На шиї присутня пара збільшених горбиків. На лапах трохи виступають кігті.
Забарвлення карапаксу оливково—коричневого кольору з великою кількістю жовтих або світло—зелених плям по краях. У дорослих особин голова коричнева з чітким зеленим або жовтим малюнком. Шия також коричнева, але світліше і з великою кількістю дрібних жовтих плям. У новонароджених більше яскраве забарвлення — зелений карапакс з великими жовтими плямами нерівної форми та зеленувато—коричнева голова з великою кількістю жовтих плям.

## Спосіб життя
Полюбляє великі повільно поточні річки і болота. Харчується рибою, земноводними, комахами, молюсками.
Самиця відкладає 10 яєць.

## Розповсюдження
Мешкає в африканських країнах: Судан, Південний Судан, Чад, Центральноафриканська Республіка, Камерун, Бенін, Нігерія, Того, Ефіопія, Гана.